# Philippe Leuba
Pour les articles homonymes, voir Leuba.
Philippe Leuba, né le 9 décembre 1965 à Riex (originaire de Buttes et de Puidoux), est une personnalité politique suisse du canton de Vaud, membre du Parti libéral-radical (PLR ; anciennement Parti libéral suisse). 
Ancien arbitre de football, il est conseiller d'État du canton de Vaud de juillet 2007 à juin 2022.

## Biographie
Philippe Leuba naît le 9 décembre 1965 à Riex. Originaire de Buttes et de Puidoux, il est le fils de l'ancien conseiller d’État vaudois et conseiller national Jean-François Leuba. Sa mère, née Neyroud, meurt alors qu'il n'a que treize ans. Il a une sœur aînée et un frère cadet.
Philippe Leuba grandit à Puidoux. Après son école secondaire au collège de Vevey, il obtient une maturité commerciale au CESSEV, puis une licence en droit à l'Université de Genève,. Durant ses études, il rejoint la section vaudoise de la société d'étudiants de Zofingue. 
Il est secrétaire général du Parti libéral vaudois de 1991 à 2000, puis directeur d'une gérance immobilière lausannoise jusqu'en 2005. De 2005 à 2007, il est directeur de la Chambre vaudoise immobilière et secrétaire général de la Fédération romande immobilière,.
Philippe Leuba est marié et père de deux enfants. Il habite à Puidoux et a le grade de premier lieutenant à l'armée.

### Carrière d'arbitre
D'abord joueur de football, Philippe Leuba devient arbitre national en 1993, puis arbitre international de 1999 à 2005, affilié à la ville de Puidoux.
Il arbitre la finale de la Coupe de Suisse de football 2001-2002.

### Parcours politique
Philippe Leuba est élu député au Grand Conseil en 1998, puis réélu en 2002, date à laquelle il prend la présidence du groupe libéral. Il est réélu une nouvelle fois en 2007. Parallèlement, il est conseiller communal à Chexbres de 2001 à 2007. Durant cette période, il est notamment corédacteur de l’initiative populaire vaudoise « pour supprimer l'impôt sur les successions et donations en ligne directe descendante et entre conjoints » et coauteur du référendum victorieux contre l’augmentation des indemnités versées aux députés. Conservateur, il a alors une ligne anti-impôts et anti-État : il conteste notamment en 2004 jusqu'au Tribunal fédéral, qui lui donne raison, un projet de hausse d'impôts porté par Pascal Broulis.
Il est candidat au Conseil national en 1999 et 2003, mais n'est pas élu, arrivant les deux fois en troisième position sur la liste du parti libéral, qui n'obtient que deux sièges.
Il est élu au Conseil d'État en 2007, où il prend de la tête du Département de l'intérieur le 1er juillet 2007, puis celle du Département de l'économie le 10 janvier 2012 après l'avoir dirigé en remplacement de Jean-Claude Mermoud, décédé le 6 septembre 2011.
Durant son mandat au Département de l'intérieur, il fait face à un contexte pénitentiaire difficile. La crise ouverte par le décès de Skander Vogt en 2010 au pénitencier de Bochuz (mort par asphyxie, les surveillants ayant refusé l'ouverture de la cellule de l'homme considéré comme dangereux) l'oblige à réorganiser et réformer le service pénitentiaire, ; en 2012, les prisons sont confiées à Béatrice Métraux au sein du collège. En matière d'immigration, le canton de Vaud est, sous son mandat, le plus dur avec les étrangers criminels, mais aussi celui qui régularise le plus de « cas de rigueur ».
Au Département de l'économie, il se distingue en parvenant à sauver les 350 emplois menacés par la fermeture du site de Prangins par Novartis. 
Le 4 mars 2020, Philippe Leuba suscite la controverse en déclarant en direct au journal du soir de la Radio télévision suisse au sujet de la COVID-19 que « pour la population qui n'est pas à risque [...] on en guérit en quatre à cinq jours au travers d'une prise de Dafalgan comme pour n'importe quelle grippe » et qu'« on est en train de déclencher une crise économique de manière irréfléchie »,,.
Le 12 août 2021, il annonce qu'il ne briguera pas un quatrième mandat au Conseil d'État vaudois.

### Autres activités
Après la fin de son dernier mandat au gouvernement vaudois en juin 2022, il est engagé en décembre de la même année comme conseiller par le Comité international olympique « pour faire le lien entre les institutions suisses » et l'organisation,,. Il entre par ailleurs en mars 2023 au Conseil synodal de l'Église protestante vaudoise. Il rejoint le conseil d'administration de la société de construction JPF Holding SA durant le printemps 2024.

### Devise
« Je fais ce que je dis... et je dis ce que je fais ».
« oui mais bon, on va pas tout arrêter à cause d’une petite grippe! »

## Publication
- Philippe Leuba, La cohésion fédérale, le chêne et le roseau, Éditions Libertas Suisse, 1993[1].